# Аушкапс, Карлис
Ка́рлис А́ушкапс (латыш. Kārlis Auškāps; 28 июля 1947, Добеле — 10 декабря 2017, Рига) — латвийский актёр и режиссёр.
Родился 28 июля 1947 года в Добеле. В 1971 году окончил Рижский медицинский институт. В 1969 году начал проходить курсы на Рижской киностудии. В 1974 году окончил с отличием 5-ю студию рижского Художественного театра и в то же самое время получает диплом в Латвийской государственной консерватории по специальности «Актёр драматического театра и кино». В 1984 году получает специальность режиссёра драматического театра.
С 1971 по 2002 год работал в театре «Дайлес»: с 1971 по 1975 год актёр, 1987 по 1993 и с 1999 по 2002 год — главный режиссёр, с 1993 по 1996 — руководитель, с 1996 по 1999 год — художественный руководитель.
В 1994 году был удостоен премии Союза театральных работников Латвии вручил за лучшую постановку латышской литературной работы.
В 2007 году награждён театральной премией «Ночь лицедеев».

## Фильмография
- И капли росы на рассвете (1977, роль следователя)
- Если мы всё это перенесём (1987, Мартиньш Робежниекс)
- Анна (1996)